# Actueel Film
Actueel Film is een Amsterdams filmverhuurkantoor, waarvan Alex Benno de oprichter/directeur was.
Een aantal van de door hem geproduceerde films werd uitgebracht in 1934 en toen ontstonden geluidsversies van oude successtukken zoals Op hoop van zegen, Bleeke Bet en De Jantjes, bij deze films was hij regisseur of scenarioschrijver. De film Op Hoop van Zegen en de Duitse succesfilm Die Dreigroschenoper werden tot ongeveer 1960 nog regelmatig verhuurd door Actueel Film.
Het kantoor was gevestigd op de Hemonylaan 21 in Amsterdam. Na Alex Benno werd L. de Hoop eigenaar/directeur en hij verkocht de zaak aan Mike de Swaan. In 1952 werd Nico van der Drift directeur tot 1961. Vertegenwoordiger was toen Bram Huijser. Na Van der Drift is de zaak nog een tijdje gerund door Joop van Santen. Willem Hemelraad (aanvankelijk filmbooker en directeur van Universal International Holland) werd eind jaren 60 eigenaar van het verhuurkantoor Actueel Film, die later ook bioscopen exploiteerde in Bergen op Zoom (Cinemactueel) en Roosendaal.